# Марезана (Падова)
Марезана је насеље у Италији у округу Падова, региону Венето.
Према процени из 2011. у насељу је живело 137 становника. Насеље се налази на надморској висини од 17 м.